# T2K实验
T2K意思為东海（Tokai）到神冈（Kamioka），是日本一个粒子物理学实验，这是国际合作项目，包括日本，加拿大，法国，德国，意大利，韩国，波兰，俄罗斯，西班牙，瑞士，美国和英国。 这是K2K实验的第二代，另一个相似的长基线中微子振荡实验。
J-PARC设施制造高密度的离轴μ介子中微子束。该粒子束指向295公里外的超级神冈探测器。T2K的主要目标是测量ν

μ 到 ν

e 的振荡和 θ13的测量值，它是庞蒂科夫-牧-中川-坂田矩阵(PMNS矩阵)的一个参数。
2011年6月15日，T2K合作组织宣观察到六个电子中微子的事例 ，相比于基底1.5、显著性为2.5个标准差。
2013年7月19日，在斯德哥尔摩的欧洲物理学会的一次会议上，国际T2K合作组织宣布一个显著的μ子中微子到电子中微子的转变。

## 物理学目标
T2K实验的目标是对中微子的振荡的参数有一个更完善的了解。 过去的中微子实验观察到过μ子中微子在一束射流中消失，并振荡为τ子中微子，但一直到2013年7月19日都没有没有观察到从μ子中微子到电子中微子的振荡。原因是控制这个衰变事例概率的混合角 θ13非常的小。T2K是测量电子中微子和μ子中微子性质的第一次试验。T2K的ND280探测器会探测水上的中微子相互作用截面。其他的中微子混合参数Δm2
23
和 θ23 的精确测量是本实验的另一个目的。T2K的未来的升级可能会通过比较中微子和反中微子的振荡来测量CP破坏δ相。

## 中微子的产生

### J-PARC

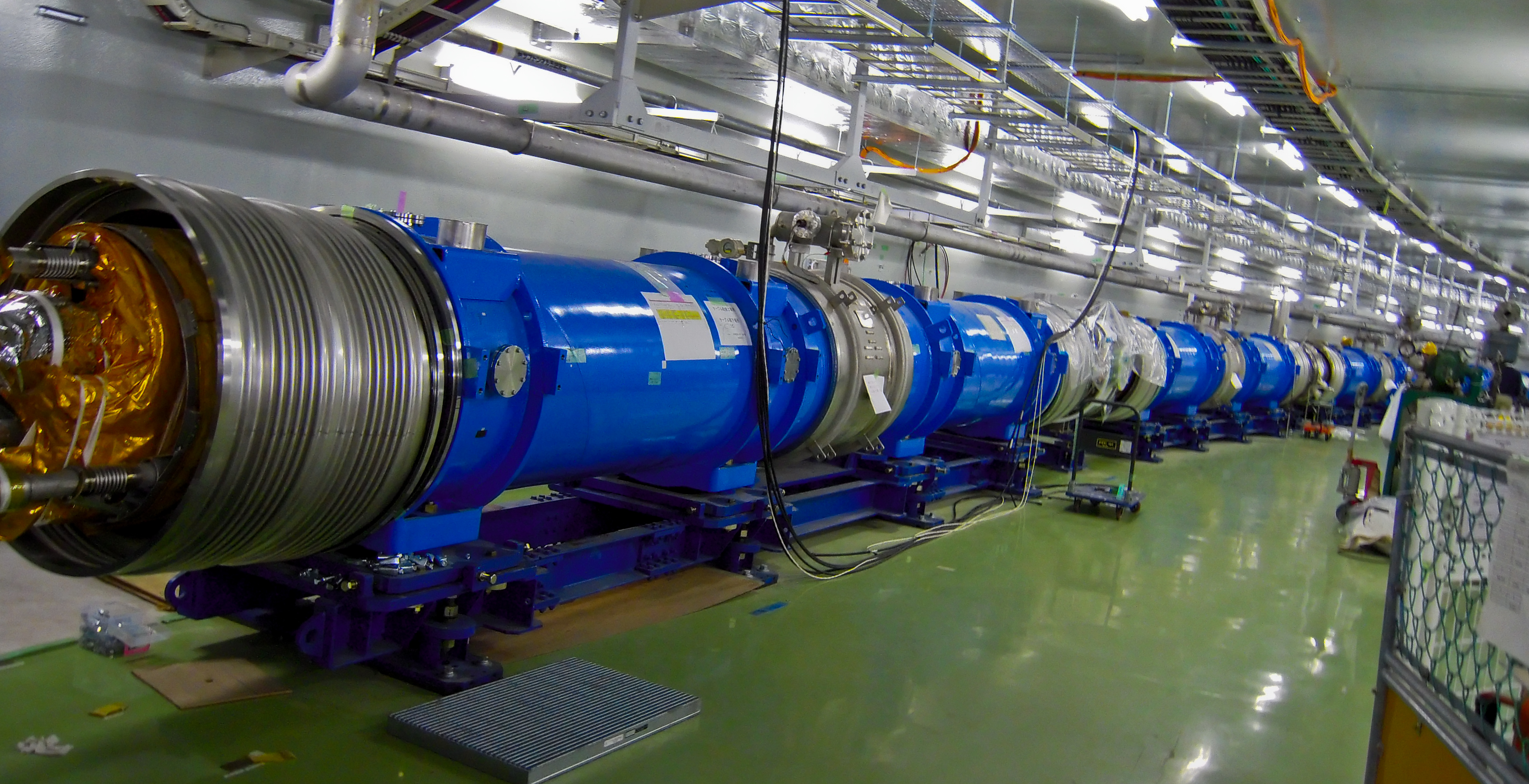
2008年正在制造的超导磁铁，它们将把质子束指向神冈的方向。

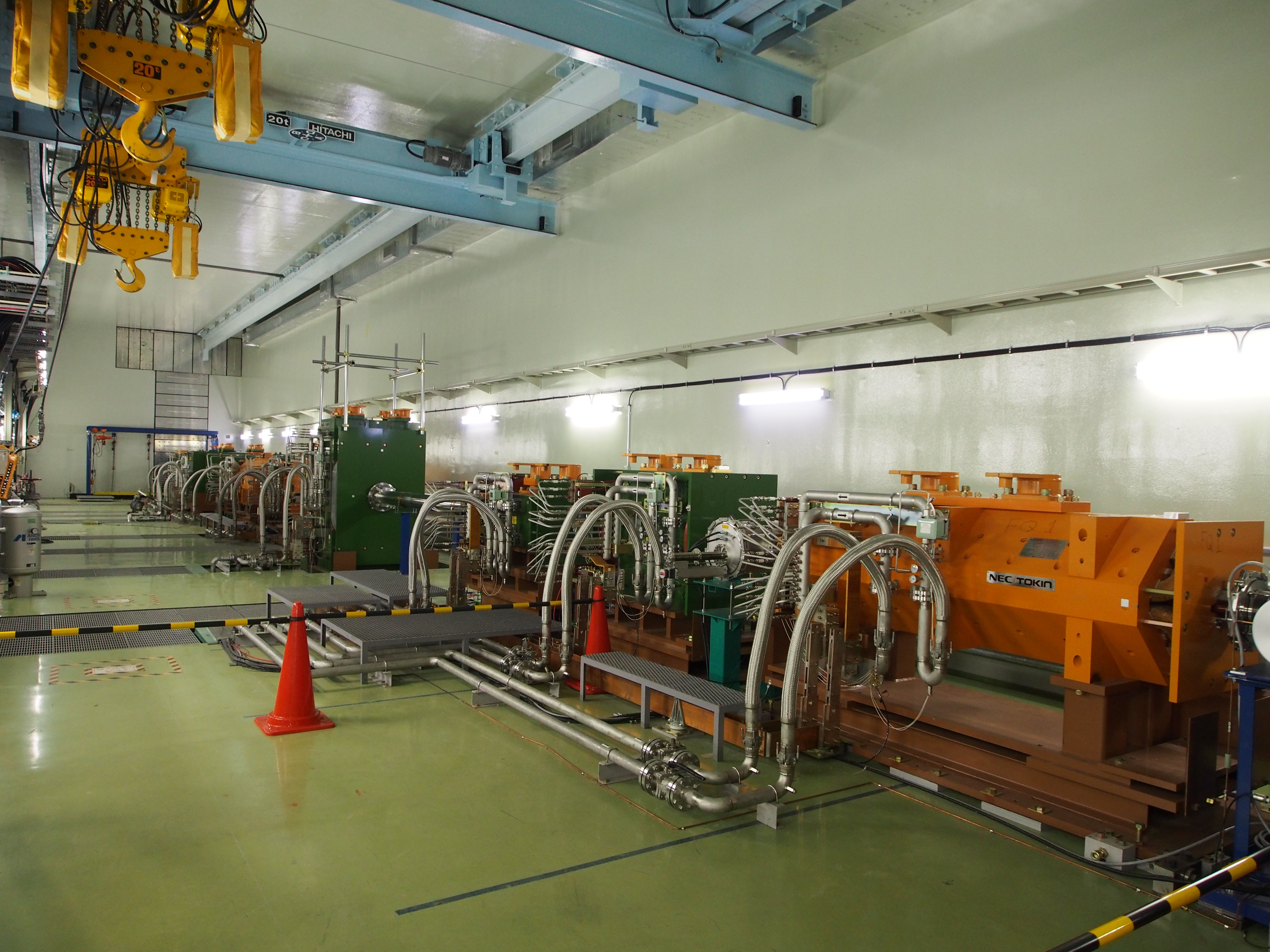
质子束线在生成中微子束之前的最后阶段。

J-PARC设施有一个比KEK的K2K实验更强的加速器。主要的同步加速器最终能将质子加速到50 GeV/c。质子与目标材料撞击主要会产生的正π介子，而它主要会衰变成反μ子和μ子中微子。射流能量预计为0.75 MW，能产生比K2K多110倍的中微子事例。

### 离轴
J-PARC被设计成距离超级神冈探测器有2°到3°。这降低到达探测器的中微子通量，但它提供了一个更理想的中微子能量谱。 离轴能量峰值在能量更高的时候被抑制。 在东海和冈之间，最强的中微子的振荡能量预期低于1GeV。

## 近检测器

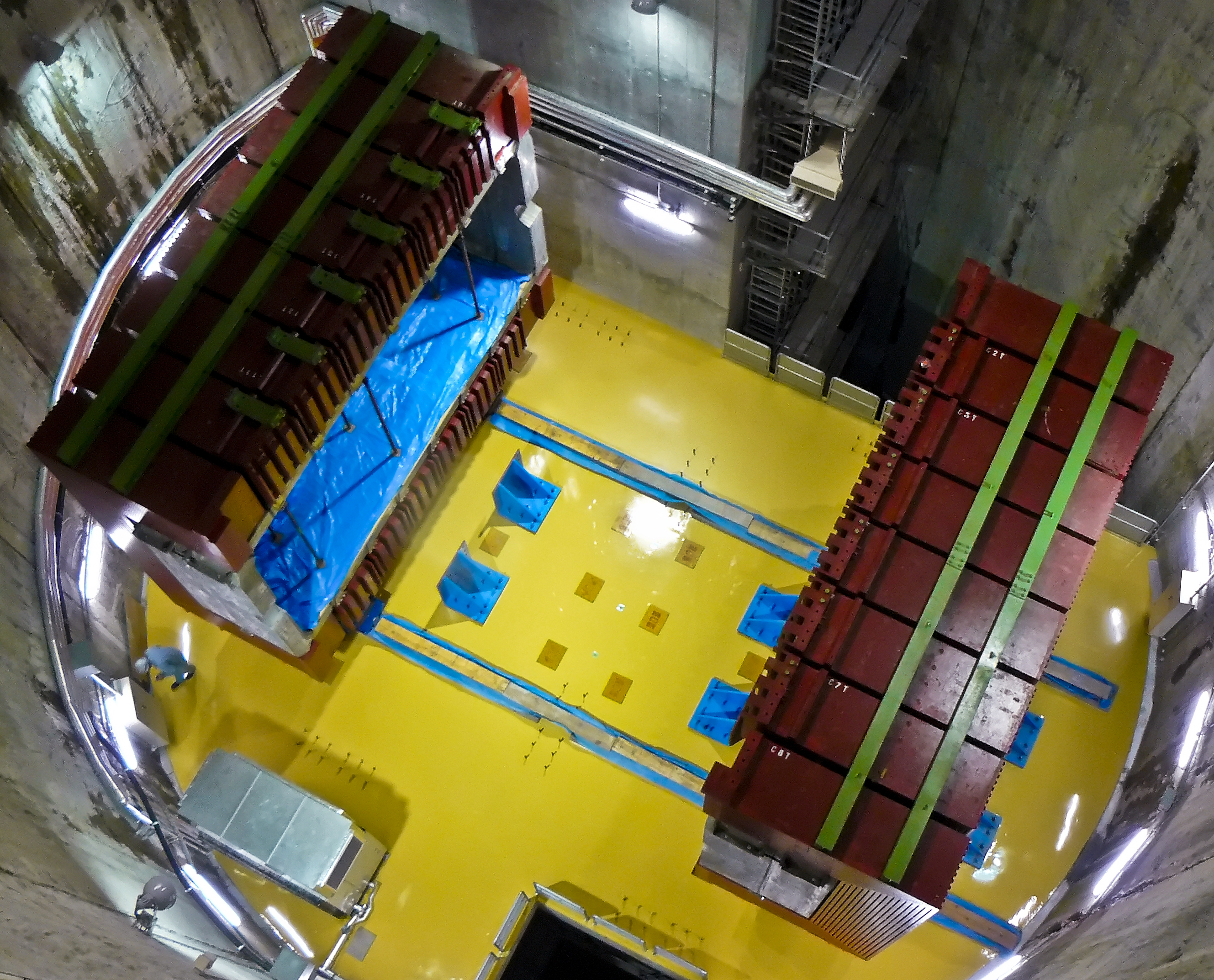
ND280在建

280米近探测器(ND280)与石墨靶之间是取自UA1实验的磁铁包围的跟踪系统内的分段探测器。ND280能够测量的中微子束的能量谱、通量、味的内容以及在中微子振荡之前的相互交叉部分。 探测器位于靶的离轴方向280米外。

### 时间投影室
三个时间投影室(TPCs)将能够测量探测器内由带电流产生的μ子的动量，这些信息会产生的中微子的能量谱。TPCs也可用于粒子的识别。

### 细粒度探测器
两个细粒度探测器(FGDs)被放在第一个第二个TPCs里。 FGDs和TPCs一起构成了ND280的探测部分。FGDs为中微子交互提供的活跃的靶质量并能够测量质子反冲的短轨道。 
第一FGD由30层192段闪烁体组成，交替其中的是垂直和水平的层，而第二个FGD是由14个交替层分段的闪烁体和6个水模组组成。 每个闪烁体在中心有一个洞，包含一个波长转换纤维来收集来自闪烁体的光并且在MPPC的一端被读出。纤维镜像的另一端对映着铝，以便增加整体到达MPPC的光通量。镜像一段还有一个LED光注入系统，用以校准和测试纤维的完整性。 第二FGD部分由水组成，因为超级神冈的探测器是以水为基础的。这水被维持在大气压强之下 ，以确保在漏气的情况下气体会被吸入而不是水在FGD内会溢出。 碳和水上的截面可以从中微子和两个FGD的相互作用的比较中得出。

### π0探测器
π0探测器(π0

)是由几层三角形闪烁体和用来传输光的嵌入的波长转换光纤。成千上万的光电倍增管(MPPC)被用于接收光子计数同步以检测的粒子事件。这些粒子事例与质子束出射计时相关并用几何学和光子计数的密度数据来重建。P0D被用来衡量中性流相互作用中产生的中性π介子。跟踪器和π0探测器被电磁量能器和μ子探测器包围。 探测π0是重要的，因为它们是在超级神冈探测中微子的主要本底。

### 侧μ子范围探测器
侧μ子范围探测器(SMRD)由在间隙中插入磁铁的闪烁体组成。SMRD记录与束流方向大角度从探测器内部逃逸的μ子。 它也可以作为宇宙线的触发器。它也可帮助识别在壁上的和磁铁本身的束流的相互作用。

### 电磁量能器
电磁量能器(ECAL)包裹了内部探测器(P0D,TPC,FGD)，由闪烁体，闪烁体层与层间吸收用的铅箔组成。ECAL有13个模组：1个最后的TPC的下游，6个周围的P0D和六6个围的跟踪器。

### 数据采集
检测器附近的T2K的数据收集的实施是由英国、加拿大和西班牙的合作者在MIDAS上完成的。

## 超级神冈
超级神冈探测器即便在粒子物理学标准下一个也是一个巨大的仪器。 它包括50,000吨纯水，周围有11,200个光电倍增管。探测器是一个41.4米高和直径39.3米的圆柱形容器。内部探测器之外是更复杂的外探测器，用来区分宇宙线中的μ子和探测器内衰变事例产生等μ子。
超级神冈在1996年开始收集数据并已经有了几个重要的测量成果，包括精确测量太阳中微子通量，弹性散射相互作用，中微子振荡的强有力的证据和质子衰减的更严格的证据。

## 计算
合作组在调查实验所需的网格计算资源提供的计算能力。 这是受大型强子对撞机实验上大型强子对撞机的网格计算(wLCG)的成功所启发。 T2K.org的虚拟组织已经从France Grilles，GridPP和IberGrid获得资源。

## 标注
1. ↑  Particle Chameleon Caught in the act of Changing （页面存档备份，存于）, CERN press release
2. ↑  T2K Collaboration; Abe, K.; Abgrall, N.; Ajima, Y.; Aihara, H.; Albert, J. B.; Andreopoulos, C.; Andrieu, B.; Aoki, S. . Physical Review Letters. 2011, 107 (4): 041801. Bibcode:2011PhRvL.107d1801A. PMID 21866992. arXiv:1106.2822 . doi:10.1103/PhysRevLett.107.041801.
3. ↑  .   [2018-04-15]. （原始内容存档于2017-06-20）.
4. ↑  http://www3.egee.cesga.es/accounting/egee_view.php?type=vodis&query=vo%3Dt2k.org%5B%5D Retrieved 2011-12-09.